# 웨스 피슬러

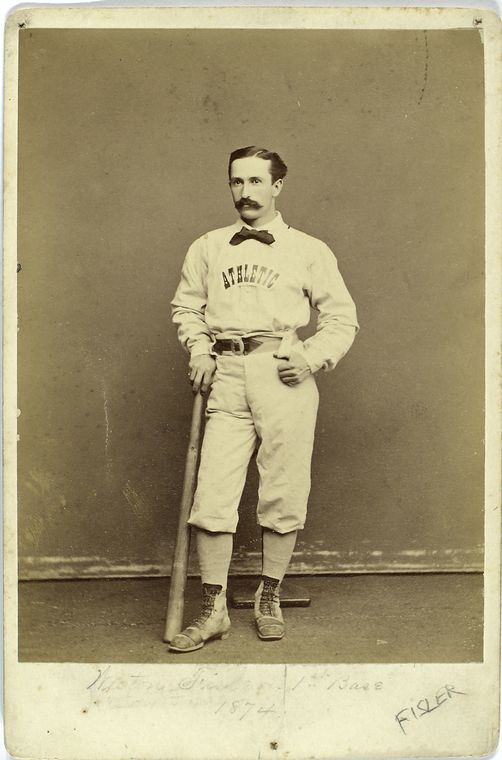

웨스 피슬러(Wes Fisler, 본명: 웨스턴 딕슨 휘슬러(Weston Dickson Fisler, 1841년 7월 6일 – 1922년 12월 25일)는 1871년부터 1876년까지 필라델피아 애슬레틱스에서 뛰었던 프로 야구 선수였다. 오른손잡이를 던진 내야수, 외야수였다.
피슬러는 1871년 5월 20일 필라델피아에서 데뷔했다. 신인 시즌에는 28경기에 출전해 16실점, 6루타를 기록했다. 1872년 그는 48타점을 기록했고 타율은 .350이었다. 1873년에 생애 첫 홈런을 쳤다. 피슬러는 1876년 4월 22일 메이저 리그 야구 역사상 첫 홈런을 기록한 것으로 인정된다.
피슬러는 애슬레틱스(Athletics)에서 3년을 더 뛰었고 1876년 시즌 이후 은퇴했다. 273경기에서 414개의 통산 안타, 2개의 통산 홈런, 189타점으로 은퇴했다. 경력에서 피슬러는 1루에서 124경기, 2루에서 120경기, 외야에서 35경기, 유격수에서 1경기를 뛰었다.
피슬러는 1922년 12월 25일 펜실베이니아주 필라델피아에서 81세의 나이로 사망하여 로레힐묘지(Laurel Hill Cemetery)에 안치되었다.